# Xã Pitt, Quận Wyandot, Ohio
Xã Pitt (tiếng Anh: Pitt Township) là một xã thuộc quận Wyandot, tiểu bang Ohio, Hoa Kỳ. Năm 2010, dân số của xã này là 1.012 người.